# قضیه آبل-روفینی
در ریاضیات، قضیه آبل روفینی (به قضیه امکان‌ناپذیری ابل نیز معروف است)، بیان می‌دارد که هیچ جواب رادیکالی کلی برای معادلات چندجمله‌ای با ضرایب دلخواه، از درجه پنج به بالا وجود ندارد. در اینجا، کلی به این معنایست که ضرایب چندجمله‌ای را به عنوان مقادیر نامعین در نظر گرفته و با آن کار می‌کنند.
این قضیه را به نام روفینی که اثبات ناکاملی از آن را در ۱۷۹۹ میلادی ارائه نمود، و همچنین نیلس هنریک آبل که اثباتی از آن را در ۱۸۲۴ ارائه نمود، نامگذاری کرده‌اند.
همچنین قضیه آبل-روفینی به نتیجه ای اشاره دارد که کمی قوی تر بوده و بیان می‌دارد که چندجمله‌ای‌هایی از درجه پنج و بالاتر موجودند که نمی‌توان آن‌ها را با رادیکال‌ها حل نمود. این قضیه قوی تر، از گزاره آبل در مورد قضیه ناشی نمی‌شود، بلکه نتیجه ای از اثبات اوست، چرا که اثبات او برپایه این حقیقت است که برخی از چندجمله‌ای‌هایی که براساس ضرایب معادله ساخته شده‌اند، چندجمله‌ای صفر نیستند. این گزاره ارتقاء یافته به‌طور مستقیم از نظریه گالوا ناشی می‌شود. نظریه گالوا می‌گوید که چند جمله ای زیر:
{\displaystyle x^{5}-x-1=0}
ساده‌ترین معادله ای است که نمی‌توان آن را توسط رادیکال‌ها حل نمود، و این که تقریباً تمام چندجمله‌ای‌های درجه پنج به بالا را نمی‌توان بر حسب رادیکال‌ها حل نمود.